# فاطمة التريكي
فاطمة التريكي إعلامية وصحفية لبنانية في قناة الجزيرة منذ عام 2004 من مواليد بيروت حاصلة على ليسانس صحافة  من الجامعة اللبنانية - كلية الإعلام والتوثيق. عملت لسنوات في الصحافة و الإذاعة اللبنانية، قبل أن تلتحق بقناة الجزيرة. 
وتعمل كصحافية أساسية في قسم الاخبار في المقر الرئيسي للقناة.  بدأت مشوارها الإعلامي باكرا كمذيعة وصحفية و لديها العديد من المقالات والكتابات التي نشرت في صحف لبنانية وعربية عدة.
كما قامت بإجراء العديد من المقابلات والحوارات مع شخصيات سياسية كرؤساء دول وصناع القرار.

تتميز تقاريرها الإخبارية بالأسلوب الأدبي البليغ وفن الكتابة للصورة مع الانتقائية في التعبير والإبداع في صياغة التقارير.
أهم التغطيات التلفزيونية الميدانية
- تغطية حرب لبنان 2006
- الانتخابات البرلمانية اللبنانية 2009